# Uriah Heep
Uriah Heep (транслітерації — Юрая Гіп, Урія Гіп, Юрай Хіп; англ. /jʊ:ˈraɪə hi: p/) — англійський рок-гурт, утворений в Лондоні у грудні 1969 року. Uriah Heep були частиною рок-сцени початку 1970-х, і їх називають піонерами жанрів хард-рок, хеві-метал і прогресив-рок. Гурт продав понад 40 мільйонів альбомів по всьому світу з понад 4 мільйонами продажів у США. Найвідомішими піснями гурту є "Lady in Black", "July Morning", "Gypsy", "Easy Livin'", "The Wizard", "Sweet Lorraine", "Stealin'".
Uriah Heep випустили двадцять чотири студійні альбоми з оригінальним матеріалом, двадцять концертних альбомів і сорок одну збірку. Дванадцять студійних альбомів гурту потрапили до чарту Великобританії (Return to Fantasy посів № 7 у 1975 році), а п’ятнадцять — до Billboard 200 (Demons and Wizards був найуспішнішим і посів 23 місце у 1972 році). Наприкінці 1970-х років група мала величезний успіх у Німеччині, де сингл "Lady in Black" став великим хітом.

## Історія

### Заснування і перші альбоми (1967-1971)
Витоки гурту сягають корінням у 1967 рік, коли 19-річний гітарист Мік Бокс створив у Брентвуді гурт під назвою Hogwash, який почав грати в місцевих клубах і пабах. Коли вокаліст залишив групу, барабанщик Роджер Пенлінгтон запропонував замінити його на свого двоюрідного брата Девіда Гарріка. Бокс і Гаррік створили партнерство для написання пісень і вирішили залишити свою повсякденну роботу, задля того, щоб займатись музикою професійно. Вони створили новий гурт під назвою Spice. Девід Гаррік змінив прізвище на Байрон. Пізніше до гурту приєднались барабанщик Алекс Нейпір і басист Пол Ньютон із The Gods. Таким чином початковий склад гурту було укомплектовано.

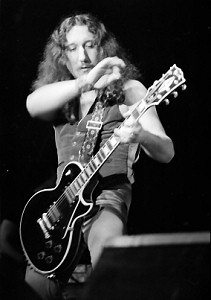
Мік Бокс у 1977 році

Spice не грали кавери і, за словами Бокса, завжди прагнули «робити щось оригінальне».  Гурт виступав у різних пабах та клубах, в одному з яких їх помітив продюсер з Джеррі Брон. Він став менеджером гурту та підписав контракт з новоствореним лейблом Vertigo Records.[8] В цей же час гурт змінив назву на Uriah Heep, на честь персонажа роману Чарльза Діккенса «Девід Коперфілд», оскільки у 1970 році відзначався столітній ювілей з дня смерті письменника. Незважаючи на те, що назву Uriah Heep було обрано в грудні 1969 року, група продовжувала виступати як Spice, поки в лютому 1970 року до них не приєднався Кен Генслі у ролі клавішника та гітариста.
Дебютний альбом гурту вийшов у 1970 році і отримав назву …Very 'Eavy …Very 'Umble (випущений як Uriah Heep у Сполучених Штатах). В інтерв’ю 1989 року Мік Бокс згадував: «Найсмішніше те, що ми записали альбом в Hanwell Community Centre, а Deep Purple репетирували в кімнаті по сусідству з нами. Ви можете собі уявити, який галас там стояв». Взимку 1970 року, на три чверті запису альбому, барабанщика Алекса Нейпіра замінив Найджел Олссон, якого Байрону порекомендував Елтон Джон. Дебют не здобув популярності серед рок-критиків (особливо в США, де рецензент Rolling Stone Мелісса Міллс пообіцяла покінчити життя самогубством, «якщо ця група впорається»).
Коли Найджел Олссон повернувся до групи Елтона Джона навесні 1970 року, його місце зайняв Кейт Бейкер. Другий альбом гурту, Salisbury, що вийшов у лютому 1971, з його 16-хвилинною заголовною композицією за участю оркестру продемонстрував тяжіння гурту до прогресивного року. Один із треків альбому, "Lady in Black", описаний Дональдом Гуаріско як «...стильно аранжована мелодія, яка перетворюється з акустичної в народному стилі на пульсуючу рокерську, сповнену примарних гармоній і хрустких гітарних рифів». Ця пісня стала хітом у Німеччині після перевидання 1977 року.
У грудні 1970 року Кіт Бейкер покинув групу і його замінив Ієн Кларк. З ним Uriah Heep гастролювалт по Німеччині наприкінці грудня 1970 року – січні 1971 року та здійснила своє перше турне по США навесні 1971 року, виступаючи на підтримку Three Dog Night і Steppenwolf.
На той час угода Джеррі Брона з Vertigo закінчилася, тому він заснував власний лейбл Bronze Records, на який перейшли Uriah Heep. Третій альбом гурту Look at Yourself був випущений у жовтні 1971 року і ознаменував об'єднання розрізнених ідей, які були характерною рисою Salisbury та представив єдине звучання та напрямок. «Це був момент, коли група справді знайшла солідний музичний напрям», — сказав пізніше Брон. Композицію "July Morning" часто називають найкращою і найпоказовішою піснею з альбому. "Я вважаю, що "July Morning" є одним із найкращих прикладів того, як гурт розвивався в той момент. Він привніс багато динаміки, багато світла й тіні в наше звучання", - сказав Кен Хенслі. Альбом досяг 39 позиції у Великобританії.

### Успіх (1972–1976)
У листопаді 1971 року з гурту пішов перший басист Пол Ньютон, і його на короткий час замінив Марк Кларк. У тому ж місяці Ієна Кларка змінив Лі Керслейк. Новозеландець Гері Тейн, тодішній учасник гурту Кіфа Гартлі, приєднався до Uriah Heep як постійний член у лютому 1972 року в середині чергового американського туру, замінивши Марка Кларка, який був виснажений і наближався до нервового зриву. «Гері просто мав свій стиль, це було неймовірно, тому що кожен басист у світі, якого я коли-небудь знав, завжди любив його стиль із тими мелодійними басовими партіями», — пізніше сказав Бокс. Так сформувався «класичний» склад Uriah Heep і, за словами біографа гурту К. Блоуза, «все просто стало на свої місця». 

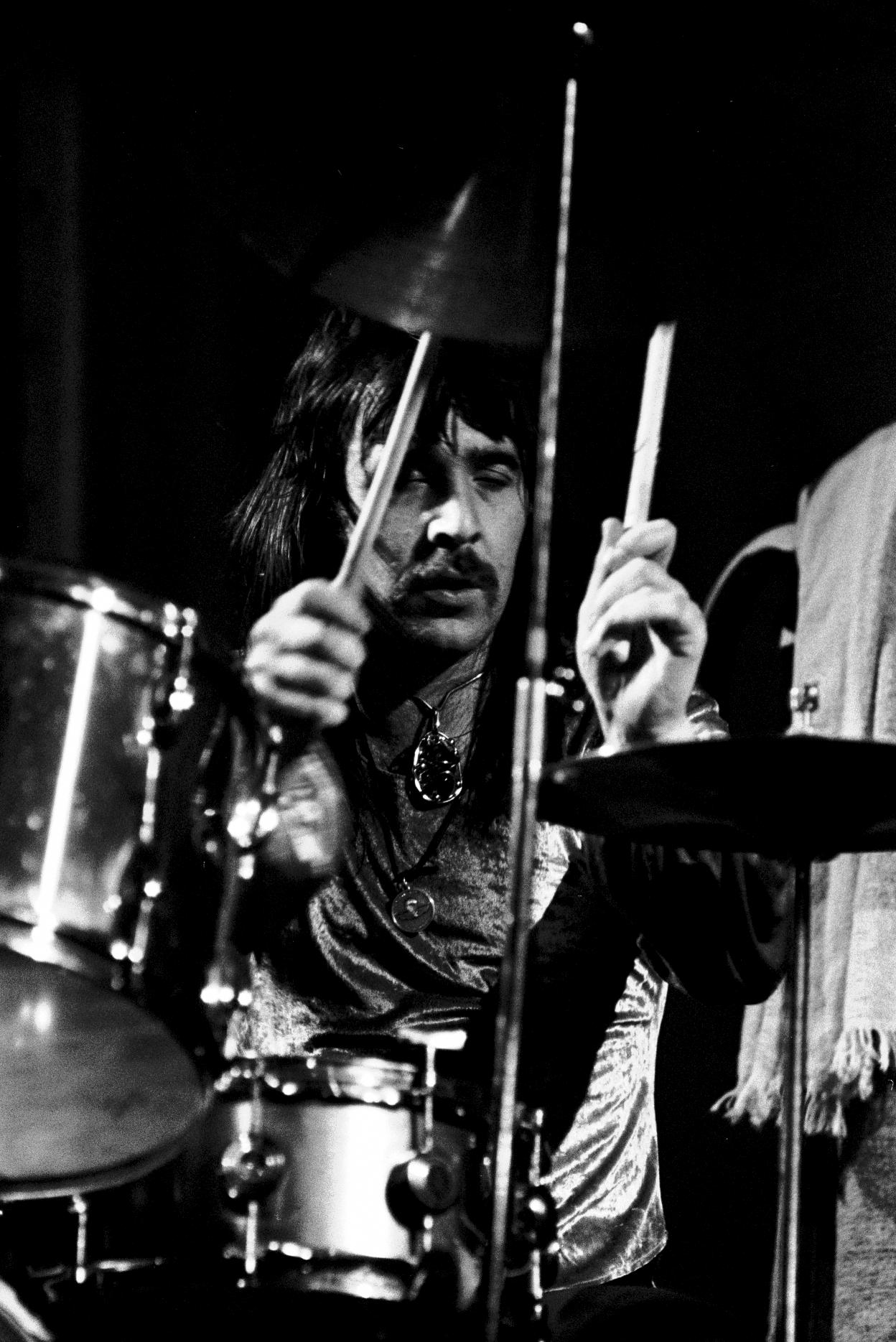
Лі Керслейк у 1973 році

Результатом роботи нового складу став альбом Demons and Wizards, який у червні 1972 року посів 20 місце у Великій Британії та 23 місце у США. З альбому було випущено два сингли: "The Wizard" і "Easy Livin'", другий посів 39-е місце в чарті Billboard Hot 100. Через шість місяців, у листопаді 1972 року, вийшов п'ятий студійний альбом Uriah Heep The Magician's Birthday (№ 28 у Великій Британії, № 31 у США), з "Sweet Lorraine", випущеним як сингл в США. «Uriah Heep раніше мав імідж, тепер у них є особистість», — писав Melody Maker у 1973 році.
Після завершення чергового японського туру гурт (через податкові проблеми) вирушив у Францію для запису нового альбому. Саме там був створений Sweet Freedom (№ 18 у Великобританії, № 33 у США), який вийшов у вересні 1973 року. Треком "Stealin'" було випущено як сингл. Наступний альбом Wonderworld (червень 1974), записаний у мюнхенській Musicland Studios у січні, розчарував як фанатів, так і учасників гурту. «Запис за кордоном порушив звичайний метод роботи гурту, і це мало великий негативний вплив на групу. Наше спілкування погіршилось, ми сперечалися через такі речі, як гонорари», — сказав Генслі. Бокс згадував тижні, проведені в студії, як «драматичні»: «Девід був п'яний більшу частину часу, Кенні переживав емоційну кризу, і я постійно намагався їм допомогти, тому мені теж було важко». У Гері Тейна були ще серйозніші проблеми. За словами біографа гурту Блоуза, «напружений гастрольний графік, який ускладнювався сильною залежністю басиста від наркотиків (притаманною йому ще до приєднання до гурту), брав своє, хоча ситуація стала видимою лише під час гастролей», коли басист отримав серйозний удар електричним струмом під час концерту у Далласі 15 вересня 1974 року. Після цього решту туру по США було скасовано, а концерти у Великобританії перенесено на жовтень. Незабаром після виходу з лікарні Тейн у Sounds відкрито звинуватив менеджера Джеррі Брона в тому, що він перетворив Uriah Heep на звичайну «фінансову справу», і був звільнений через два місяці після останнього концерту групи в 1974 році. Через рік, 8 грудня 1975 року, Гері Тейн був знайдений мертвим у своєму будинку після передозування героїном.

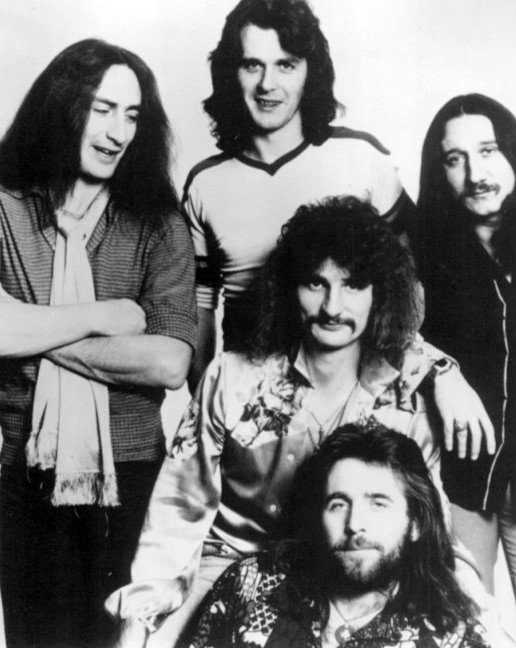
Uriah Heep в 1976 році

Джон Веттон, екс-учасник Family і King Crimson, приєднався до гурту в березні 1975 року в ролі басиста. З ним був записаний Return to Fantasy, що вийшов у червні 1975 року. Альбом піднявся до № 7 у чарті Великобританії. «Це було полегшенням мати когось солідного та надійного, і він також мав купу ідей», — згадував Бокс. Наступний «річний світовий тур» був затьмарений новим нещасним випадком, коли гітарсит Мік Бокс впав зі сцени в Луїсвіллі, 2 серпня 1975 року, зламавши променеву кістку правої руки. 26 березня 1976 року в Сент-Полі з Джоном Веттоном теж стався прикрий випадок, коли його (як і його попередника Тейна) вдарило струмом на сцені.
Альбом High and Mighty вийшов у червні 1976 року. Питання виробництва тут стало предметом головних суперечок. Оскільки Брон почав займатись займався немузичними проектами (зокрема, послугами авіатаксі), гурт вирішив продюсувати альбом самостійно. Пізніше менеджер наполягав, що результат був найгіршим альбомом Heep, тоді як Генслі звинуватив менеджера в навмисному ігноруванні інтересів групи. Презентація альбому, однак, пройшла у розкішній манері: журналістів і бізнесменів відправляли літаками на вершину швейцарської гори для прийому. Але подібні дії не відповідали якості живих виступів гурту, які ставали все більш хаотичними через непослідовність Байрона на сцені. Генслі згадував: «Він завжди напивався після шоу, але це ніколи не доходило до того, щоб поставити під загрозу саме шоу. Проблеми почалися, коли шоу почало відходити на другий план». «Це трагедія, але Девід був одним із тих класичних людей, які не можуть впоратись з проблемами самотужки, і він шукав розраду в пляшці», — прокоментував Брон. У липні 1976 року, після останнього шоу іспанського туру, Байрон був звільнений. Незабаром басист Джон Веттон оголосив, що йде з гурту. Пізніше Генслі пояснив: «Коли він приєднався, ми думали, що зможемо замінити чудового басиста (Тейна) іншим чудовим бас-гітаристом, але ми проігнорували особистісний фактор, який є вирішальним. Це було як пересадка нового шматка шкіри, але це просто не спрацювало — організм його відкинув».

### Після відходу Девіда Байрона (1977–1981)

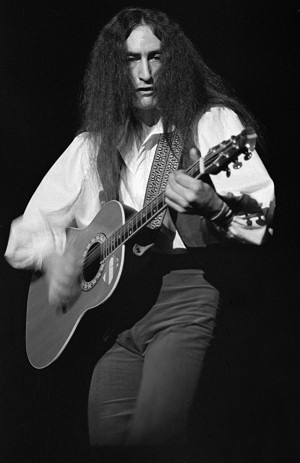
Кен Генслі у 1977 році

Uriah Heep найняли на роль басиста Тревора Болдера, а після прослуховуваннь запросили Джона Лоутона на посаду вокаліста. З новими складом у лютому 1077 року був випущений альбом Firefly. Після цього група гастролювала по США на підтримку Kiss. Пізніше Пол Стенлі згадував: «Вони були неймовірно професійними та настільки послідовними, що їхні найгірші концерти були чудовими, а найкращі — неймовірними».
Наступний альбом отримав назву Innocent Victim і був випущений у листопаді 1977 року. Сингл "Free Me" став міжнародним хітом. У Німеччині альбом розійшовся тиражем понад мільйон копій і став найуспішнішим для Uriah Heep, що збіглося з успіхом перевиданої "Lady in Black". Деякий час протягом цього періоду три сингли Uriah Heep одночасно знаходилимь у німецькому Топ-20, це були "Wise Man" (з Firefly), "Lady in Black" і "Free Me".
Наприкінці 1978 року вийшов Fallen Angel, який вийшов «занадто попсовим» на думку Міка Бокса (але все ж «занадто ексцентричним, щоб відповідати стилю AOR», згідно з Allmusic). Тим часом відносна стабільність періоду Лоутона закінчувалась і це було пов’язано з тим, що Кен Генслі заробляв набагато більше, ніж його колеги. «Все, що він писав, йому доводилося використовувати… І якщо ти наполягаєш на використанні всього, то в результаті отримуєш неякісні альбоми», — висловлював незадоволення Бокс. Однак найбільше напруження було у стоснуках між Генслі та Лоутоном. Врешті останній покинув гурт.
На місце Лоутона був запрошений Джон Сломан, молодий співак, який, до того ж, грав на клавішних і гітарі.. Але майже відразу після цього Лі Керслейк пішов через сварку з Броном, якого барабанщик звинуватив у прихильності до матеріалів Генслі. Кілька треків наступного альбому довелося перезаписати з новим барабанщиком Крісом Слейдом. Платівка Conquest була випущена в лютому 1980 року (в усьому світі, за винятком Сполучених Штатів, де вона так і не вийшла), але, за словами Бокса, «це був важкий альбом для запису». Гурт вирушив у досить успішний тур з нагоди 10-ї річниці разом із Girlschool у якості підтримки, але Генслі був дуже незадоволений, перш за все Сломаном.
Зустріч в офісі менеджера щодо розбіжностей у написанні пісень стала останньою краплею, і у вересні 1980 року Генслі пішов. Грегг Деккерт, канадець, який раніше працював зі Сломаном, прийшов йому на замігу, і гурт вирушив у 23-денний тур Великобританією. Однак після цього Сломан пішов, посилаючись на творчі розбіжності. Пізніше він працював з UFO, Гері Муром і Робертом Палмером. Після цього Uriah Heep покинув також Деккерт і гурт залишився на межі розпаду практично без учасників.

### Ера Пітера Голбі (1982–1986)
Бокс згадував: «Я замкнувся у своїй квартирі на два дні і безглуздо пив у повному жалі до самого себе. Але мені якось вдалося взяти себе в руки й розглянути різні варіанти». Спочатку він подзвонив Лі Керслейку (який тим часом брав участь у записі Blizzard of Ozz Оззі Осборна), і барабанщик привів із собою басиста Боба Дейзлі. Потім Бокс запросив на роль клавішника свого давнього знайомого Джона Сінклера. Новим вокалістом гурту став Пітер Голбі з Trapeze.
Із новим складом гурт записав альбом Abominog. За словами Блоуза він став важливим, оскільки витягнув Uriah Heep з сімдесятих і штовхнув їх у вісімдесяті з рішучістю, навіть якщо звучав надто по-американськи. Випущений у березні 1982 року, альбом завоював прихильність критиків. В огляді Sounds йому поставили 5 зірок з 5, новостворений рок-журнал Kerrang! оголосив його «найбільш зрілим і, мабуть, найкращим альбомом у кар’єрі», а в ретроспективі його все ще вважають «одним із найбільш послідовних і привабливих альбомів у довгому каталозі групи». Платівка Head First, випущена у травні 1983 року, багато в чому продовжувала лінію Abominog. Незадовго до релізу Дейзлі залишив гурт, щоб повернутися до Оззі Осборна, а Тревор Болдер знову приєднався до Uriah Heep. Обидва альбоми оновили звучання гурту та викликали короткочасний інтерес до Uriah Heep серед молодих шанувальників хеві-металу.
Після цього Uriah Heep гастролювали по США разом з Rush, Judas Priest і Def Leppard, чий вокаліст Джо Елліотт згадував: «Вони були найкращою групою, з якою ми коли-небудь гастролювали. Вони були хороші настільки, що ми багато чому навчилися в них».
На той час Джеррі Брон уже не був менеджером Uriah Heep, а пізніше, його лейбл, на який був підписаний гурт, Bronze Records розвалився під тягарем боргів. Це, згідно з Боксом, «коштувало Uriah Heep багато грошей». Після масштабних турів по Азії та Південній Америці група повернулася в студію з продюсером Тоні Платтом і уклала нову угоду з лейблом CBS Portrait, яку забезпечив новий менеджер Гаррі Мелоні. Тим часом, перший вокаліст гурту Девід Байрон помер від серцевого нападу та хвороби печінки 28 лютого 1985 року у віці 38 років.
Новий альбом Equator вийшов у березні 1985 року і продавався погано через погане просування лейблом. Незабаром після цього на фоні проблем з голосом і виснаження, Голбі покинув гурт у листопаді 1985 року після австралійського туру. Тоді ж пішов і Джон Сінклер, оскільки вирішив приєднатися до Оззі Осборна, і йому на заміну швидко знайшли клавішника Філа Лензона, який залишається в групі і понині.
На заміну Голбі запросили американського співака Стеффа Фонтейна, колишнього члена християнського метал-гурту Joshua, який приєднався до гурту в липні 1986 року, але його розкритикували за повну непрофесійність (він чомусь пропустив концерт у Сан-Франциско) і звільнили у вересні 1986 року після всього одного американського туру. Тоді на вакантну посаду запросили екс-вокаліста Praying Mantis Берні Шоу, і це було виграшним кроком. Шоу «відчував честь отримати запрошення приєднатися до такої легендарної групи», тоді як для Бокса «все ніби стало на свої місця».

### Raging SilenceіDifferent World(1986–1993)

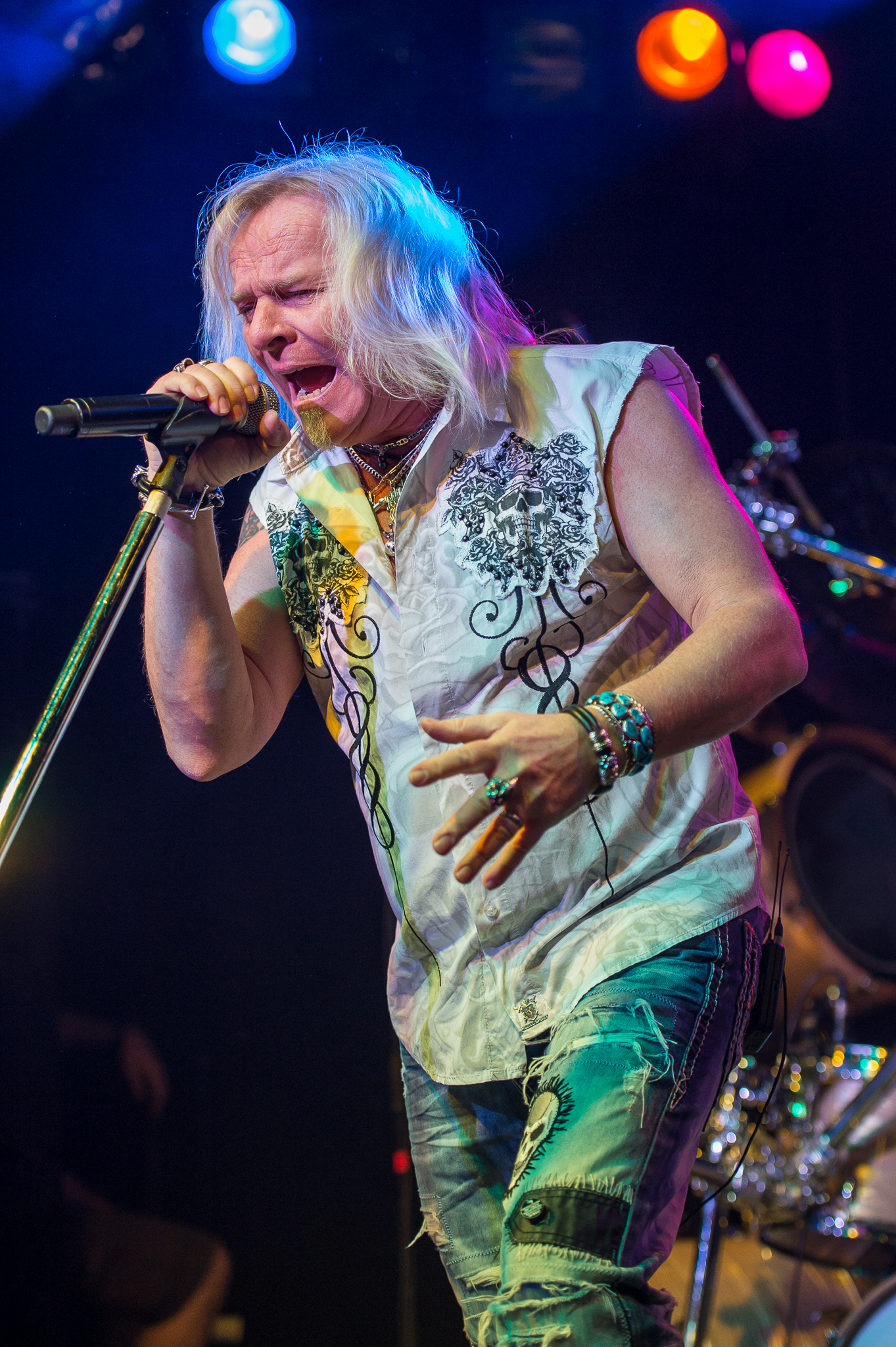
Нинішній вокаліст гурту Берні Шоу приєднався до нього у 1986 році

Новий склад гурту залишався незмінним з 1986 по 2007 рік: ветеран Мік Бокс на чолі, Тревор Болдер на басу, Лі Керслейк на барабанах, вокаліст Берні Шоу та Філ Ланзон на клавішних. Їхні основні гастролі проходили в Німеччині, Нідерландах, Скандинавії, Японії та Росії. У грудні 1987 року Uriah Heep стали першим західним рок-гуртом, який виступав у Радянському Союзі під час політики гласності Михайла Горбачова (західні поп-виконавці Boney M, Кліф Річард, Nitty Gritty Dirt Band та Елтон Джон вже виступали там наприкінці 70-х років у догорбачовську еру). На московському стадіоні Олімпійський гурт грав підряд десять вечорів перед загальною аудиторію кількістю 180 000 людей, що широко висвітлювалось у міжнародній пресі не лише як досягнення Uriah Heep, але й як великий прорив для західної музики в цілому. Концерти були записані та видані у вигляді альбому Live in Moscow, до якого увійшли три нових трека. За іронією долі, саме ця поїздка сприяла відновленню популярності гурту вдома. Після низки аншлагових концертів у Чехословаччині, Східному Берліні та Болгарії гурт повернувся до Британії на Редінгський фестиваль у серпні 1988 року та гастролював країною з The Dogs D'Amour.
Альбом Raging Silence, спродюсований Річардом Доддом і випущений у травні 1989 року, супроводжувався поверненням до Радянського Союзу, концертами в Польщі, Східному Берліні, шістьма шоу в Бразилії та ще одним туром у Британії. «Останні два роки були найприємнішими за весь час, проведений мною в Heep», — сказав тоді Тревор Болдер.
Спродюсований Тревором Болдером і випущений на початку 1991 року, Different World був неоднозначно сприйнятий пресою і погано продавався. «Ще один технічно якісний, але артистично м’який запис від Uriah Heep» (згідно з AllMusic) не потрапив у чарт і означав закінчення контракту групи з Legacy Records. Постійно гастролюючи, група випустила кілька музичних збірок. Тим не менш, першу половину 1990-х навіть шанувальники Uriah Heep вважають невдалими для гурту роками».

### Sea of LightіSonic Origami(1994–2006)
Наприкінці березня/початку квітня 1995 року колишній вокаліст гурту Джон Лоутон ненадовго приєднався до Uriah Heep на два тижні для туру по ПАР та Австрії з Deep Purple, замінивши Берні Шоу, який на той час страждав від проблем з голосом.
Альбом Sea of Light був випущений у квітні 1995 року, був добре сприйнятий і в ретроспективі розглядається як повернення гурту до класичного стилю, з металевими нотками і готичним відтінком, який був притаманним класичним альбомам Uriah Heep, таким як Look at Yourself.
Наступна платівка Sonic Origami, спочатку видана у Європі та Японії восени 1998 року, а через рік — у США, за словами рок-критика Стіва Г’юї, мала «великий, епічний тон у всьому». За випуском послідував успішний європейський тур, який тривав до 1999 року. В рамках цього туру 6 квітня 1999 року Uriah Heep дали перший концерт в Україні — в Палаці «Україна» у Києві. Перший приїзд Uriah Heep до Києва та України в цілому мав величезний резонанс у культурному житті столиці, а візит групи був висвітлений в українських ЗМІ, в тому числі на телебаченні. На концерті окрім хітів байронівської епохи були виконані композиції з нового альбому, серед них: "Between Two Worlds", "I Hear Voices", "Heartless Land", "Only the Young","Question", "Everything in Life", "Sweet Pretender". Після концерту гурту альбом Sonic Origami декілька тижнів входив у п'ятірку найбільш продаваних альбомів у Києві за тогочасною версією рейтингу альбомів Radio ROKS.
26 червня 1999 Uriah Heep виступили як хедлайнери концерту на Майдані Незалежності в Києві в рамках  акції «Крок до перемоги». Концерт Uriah Heep передував відео-трансляції бою Віталія Кличка проти Гербі Хіде. Група виконала схожий репертуар як незадовго до цього в Палаці «Україна» (концерт так само традиційно починався з "Between Two Worlds", "I Hear Voices"), але в дещо урізаному за кількістю композицій вигляді.
Пізніше гурт випустив DVD The Legend Continues, а потім гастролював у Великобританії. Концерт возз'єднання з Кеном Генслі та Джоном Лоутоном відбувся в Лондоні 7 грудня 2001 року під час вечірки Magicians Birthday Party, яка відтоді стала традицією, хоча Генслі більше ніколи не приєднувався до неї. На початку 2001 року, влітку, група вирушила в свій перший за сім років тур США
Протягом більшої частини наступних років Uriah Heep поверталися до Британії для турне або просто для свого щорічного концерту Magicians Birthday Party. Весь цей час Мік Бокс виконував функції менеджера гурту, поки 5 квітня 2005 року його місце не посів Саймон Портер.

### Wake the SleeperіInto the Wild(2007–2013)

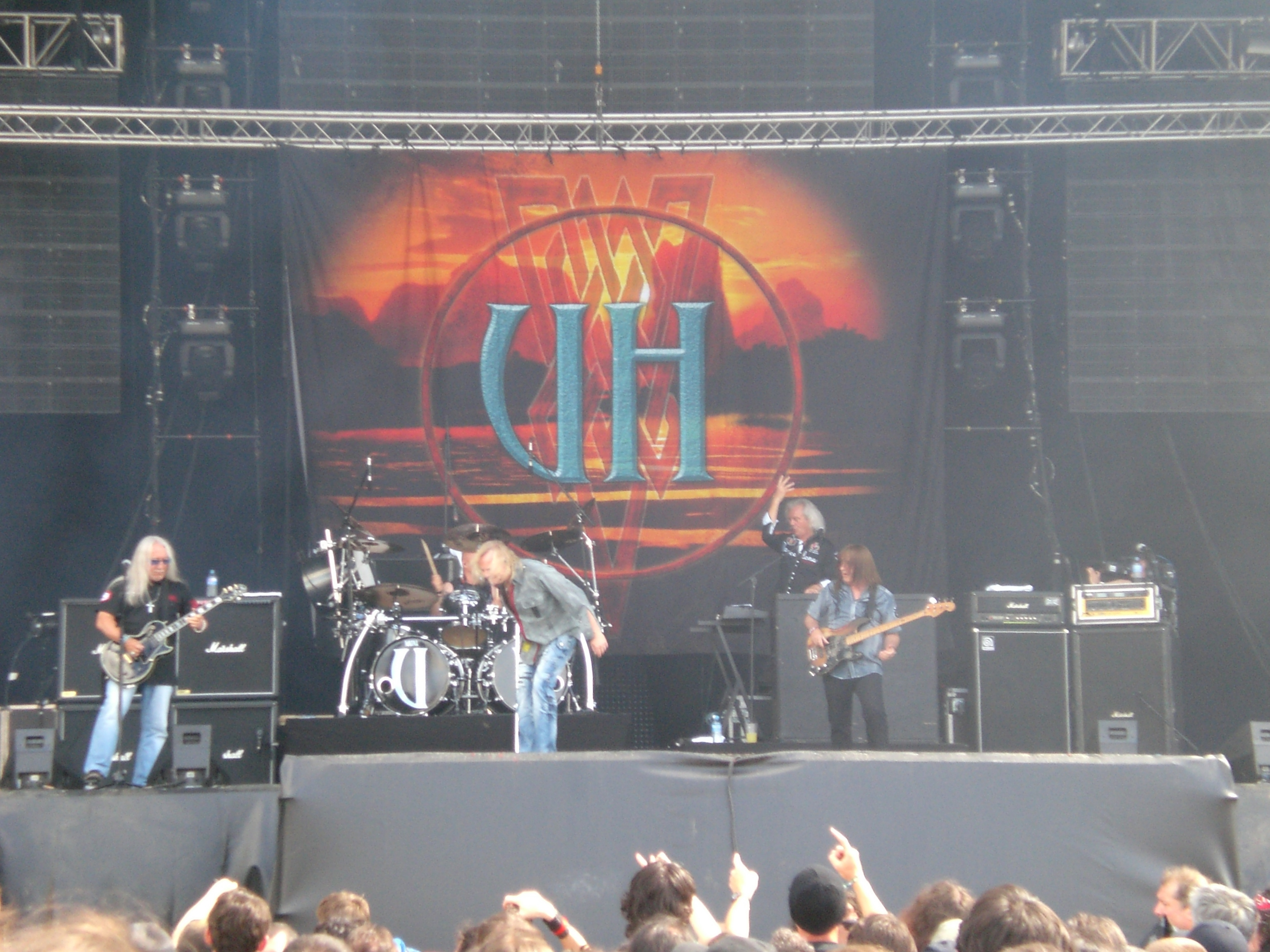
Uriah Heep на фестивалі HellFest у 2012 році

На початку 2007 року барабанщику Лі Керслейку довелося покинути групу через стан здоров'я. У березні того ж року група запросили на його місце Рассела Гілбрука і відразу ж почала запис нового студійного альбому під назвою Wake the Sleeper, де вони використовували подвійні барабани в піснях "Wake the Sleeper" і "War Child". Випуск платівки спочатку був запланований на літо 2007 року, але Universal Music вирішила випустити Wake the Sleeper 2 червня 2008 року. Цей період гурт провів у турі і 18 жовтня 2007 Uriah Heep дали концерт у Центрі культури та мистецтв НАУ в Києві.
Тур Сполученими Штатами на червень-липень 2010 року було відкладено через проблеми з в'їздом у країну. Тоді ж Uriah Heep виступили наживо на сцені Progressive Rock на першому High Voltage Festival у лондонському парку Вікторія 25 липня 2010 року. Вони повністю зіграли свій альбом 1972 року Demons and Wizards, і для виступу до гурту приєднався колишній учасник Whitesnake Мікі Муді, який грав на слайд-гітарі.
Uriah Heep випустили свій 22-й студійний альбом Into the Wild 15 квітня 2011 року в Європі і 3 травня в Північній Америці через Frontiers Records. Після цього гурт відправився у європейський тур на його підтримку і 21 жовтня 2012 виступив у Докер-пабі в Києві.
21 травня 2013 року, у віці 62 років, від раку підшлункової залози померт басист гурту Тревор Болдер помер. Його тимчасово замінив британський басист Джон Джовітт, поки група не запросила Дейва Ріммера на роль постійного учасника.
У 2013 році Uriah Heep в новому складі дали серію концертів в Україні на честь 30-річчя виходу альбому Sweet Freedom: 13 жовтня — у Києві (Докер-паб), 15 жовтня — у Дніпропетровську, 16 жовтня — у Харкові, 17 жовтня — у Донецьку.

### Outsider, Living the Dreamі майбутній 25-й альбом (2013–дотепер)
У травні 2013 року, коли гурт гастролював у Нідерландах, Німеччині, Австрії, Італії та Швейцарії, до них знову приєднався їхній співак кінця 1970-х років Джон Лоутон, що тимчасово замінив Берні Шоу, якому знадобилася відпустка для звичайної медичної процедури. Потім і Берні, і Джон разом виступили на концерті в Сан-Хав’єрі.
Uriah Heep увійшли в студію в січні 2014 року, щоб почати запис свого 23-го студійного альбому Outsider, який вийшов у червні 2014 року. У березні 2015 року вони вирушили в тур Down Unda Tour, відвідавши Сідней, Мельбурн, Перт, Аделаїду, Брисбен і Окленд. 17 квітня 2016 року Uriah Heep виступили в Києві (Sentrum) в рамках концертного туру у підтримку альбому Outsider.
16 листопада 2017 року було повідомлено, що Uriah Heep почне запис свого 24-го студійного альбому під назвою Living the Dream з продюсером Джеєм Растоном. Альбом був випущений 14 вересня 2018 року.
У 2020 році померли двоє колишніх учасників Uriah Heep: Лі Керслейк після тривалої боротьби з раком 19 вересня та Кен Генслі після короткої хвороби 4 листопада. Ще один колишній учасник Uriah Heep, вокаліст Джон Лоутон, помер 29 червня 2021 року у віці 74 років.

### Chaos & Colour
У липні 2020 року в інтерв’ю виданню Sea of Tranquilily гітарист Мік Бокс і басист Дейв Ріммер розповіли, що на початку 2021 року Uriah Heep збираються розпочати запис свого 25-го студійного альбому. У листопаді 2021 року Бокс повідомив, що запис матеріалу до нового альбому завершено і «в Лос-Анджелесі зараз триває зведення».
27 січня 2023 року на лейблі Silver Lining Music під назвою Chaos & Colour («Хаос і колір») вийшов 25-й студійний альбом гурту, якому передували два сингли.
Перший сингл «Save Me Tonight» вийшов 8 листопада 2022 року. Другий сингл під назвою "Hurricane" побачив світ за два дні до офіційного випуску альбому 25 січня 2023 року.

## Музичний стиль і впливи
Музика Uriah Heep переважно описується критиками та журналістами як прогресивний рок і хеві-метал з впливом ейсид-року, блюзу та фолку. Відмінні риси Uriah Heep завжди включали масивне звучання клавіш, сильні вокальні гармонії та (в перші роки) квазіоперний вокал Девіда Байрона.
Музика Uriah Heep вплинула на численні групи, зокрема Iron Maiden, Queen, Accept, Ghost, Fates Warning, Sodom, Death, Dio, King Diamond, Krokus, Demons & Wizards (які були названі на честь однойменного альбому гурту), Axel Rudi Pell і Fifth Angel.

## Склад
|          |            |           |                |              |
| Мік Бокс | Філ Ланзон | Берні Шоу | Рассел Гілбрук | Дейві Ріммер |

### Поточні учасники
- Мік Бокс — соло-гітара, бек-вокал (1969-дотепер)
- Філ Ланзон — клавішні (1986-дотепер)
- Берні Шоу — вокал (1986-дотепер)
- Рассел Гілбрук — ударні (2007-дотепер)
- Дейві Ріммер — бас-гітара (2013-дотепер)

## Дискографія

### Студійні альбоми
- 1970: Very 'eave, Very 'umble (у США як Uriah Heep)
- 1971: Salisbury
- 1971: Look at Yourself
- 1972: Demons and Wizards
- 1972: The Magician's Birthday
- 1973: Sweet Freedom
- 1974: Wonderworld
- 1975: Return To Fantasy
- 1976: High & Mighty
- 1977: Firefly
- 1977: Innocent Victim
- 1978: Fallen Angel
- 1980: Conquest
- 1982: Abominog
- 1983: Head First
- 1985: Equator
- 1989: Raging Silence
- 1991: Different World
- 1995: Sea Of Light
- 1998: Sonic Origami
- 2008: Wake the Sleeper
- 2009: Celebration
- 2011: Into the Wild
- 2014: Outsider
- 2018: Living the Dream
- 2023: Chaos & Colour

### Концертні альбоми
- 1973: Uriah Heep Live — January 1973
- 1986: Live At Shepperton'74
- 1987: Live In Europe 1979
- 1988: Live In Moscow
- 1996: Spellbinder Live
- 1997: King Biscuit Flower Hour Presents In Concert '74
- 1999: Spellbinder
- 2000: Future Echoes Of The Past
- 2001: Acoustically Driven
- 2001: Electrically Driven
- 2002: The Magician's Birthday Party
- 2003: Live in the USA
- 2004: Magic Night
- 2005: Between Two Worlds
- 2009: Official Live Bootlegs
- 2009: Live At Sweden Rock

### Компіляційні альбоми
- 1975: The Best Of Uriah Heep
- 1986: Anthology
- 1990: Still 'Eavy, Still Proud
- 1990: Two Decades In Rock
- 1990: The Uriah Heep Story
- 1991: Echoes In The Dark
- 1991: Rarities From The Bronze Age
- 1993: The Lansdowne Tapes
- 1994: A Time of Revelation (антологія на чотирьох дисках, що включає раніше не виданий матеріал 1968—1995 р.р.)
- 1995: Lady In Black
- 1995: Free Me (Німеччина)
- 2000: The Collection
- 2001: Remasters: The Official Anthology
- 2001: 20th Century Masters: The Millennium Collection: The Best of Uriah Heep
- 2004: Rainbow Demon: Live & In the Studio 1994—1998
- 2005: Chapter & Verse (антологія на шістьох дисках, що включає раніше не виданий матеріал 1968—1998 р.р., плюс книга та плакат-бонус)
- 2006: The Very Best of Uriah Heep
- 2006: Easy Livin': Singles A's & B's (антологія, що включає майже всі сінґли гурту, у тому числі декілька пісень, які не увійшли до оригінальних альбомів)
- 2007: Loud, Proud & Heavy: The Very Best of Uriah Heep (складанка з 3 компакт-дисків, що містить пісні майже з усіх альбомів гурту від 1970 до 1991 р.р. за винятком альбому «Wonderworld»)
- 2009 The Definitive Spitfire Collection
- 2010 The Rebound Very ‘eavy 40th Anniversary Collection